# Grallaria rufocinerea
Grallaria rufocinerea là một loài chim trong họ Grallariidae.